# 俞泰交
俞泰交（？—17世紀），字子開，常州府武進縣人，明朝、南明政治人物。

## 生平
俞泰交為人嫉惡如仇、見義勇為，在崇禎六年（1633年）中舉人，十五年（1642年）得賜特用出身，以第二名獲授戶部山東司主事，四次出使都拒絕餽贈，因此在銓缺有價的朝廷中只得任江西九江府知府。崇禎十七年（1644年）左良玉部下駐紮城中，令民眾流散，他調停軍隊使人民安枕，到隆武年間因病辭官歸鄉，後事不詳。

## 引用
1. 1 2  錢海岳《南明史·卷四十八·列傳第二十四》：（隆武）時江西疆吏：……俞泰交，字子開，武進人。崇禎十三年特用，授戶部山東司主事，出使杜卻常例。遷九江知府，調停左良玉兵。
2. ↑  道光《武進陽湖縣合志·卷二十四·人物志三》：俞泰交，字子開，崇禎癸酉舉人。性嫉惡好凌折貴勢，然見人失，所創若身。崇禎十三年破資格擢天下舉貢，數百人埒進士賜特用，泰交名第二授戶部山東司主事。凡奉四使，常例饋贈盡革，時賄濁公行，銓注缺有定價，泰交不持一錢得九江郡，殘疆也。甲申左鎮兵駐城中，民多散徙，泰交調停兵伍，民得安枕，而心力瘁矣，尋以病歸。